# Paraneoptera
Паранеоптеры, или гемиптероидный комплекс (лат. Paraneoptera), — клада новокрылых насекомых с неполным превращением. Таксону придают ранг от надотряда (=Hemipteroidea, гемиптероидные, гемиптероиды) до инфракласса. Более 100 000 видов.

## Описание
Монофилетическая группа насекомых, включающая таких представителей как сеноеды, пухоеды и вши, трипсы и полужесткокрылые (клопы, тли и другие). Ротовые органы большинства Paraneoptera имеют колюще-сосущий тип строения (у сеноедов грызущий) и отражают разнообразные кормовые предпочтения. Как правило, питаются растительными или животными жидкостями.
Характеристику группы в ранге когорты дал Б. Б. Родендорф (1962): югальная лопасть заднего крыла уменьшенная с одной югальной жилкой, гетерономия крыльев (задние крылья широкие и короче передних), развитие неполное, колюще-сосущие или грызущие ротовые органы, уплотнение передних крыльев и вторичная бескрылость многих форм. В 1990-2000-х годах были обнаружены общие черты в анатомическом строении пищеварительной системы, такие как отсутствие перитрофной мембраны (PM). Вместо неё, например, у Hemiptera и Thysanoptera развита perimicrovillar membrane (PMM, она отсутствует у Psocoptera и Phthiraptera, но у них есть другой тип мембраны или перитрофный гель), что связывают с питанием жидкой пищей (PM отсутствует у муравьёв и бабочек, также потребляющих жидкий корм).

## История изучения
Группа Paraneoptera была впервые выделена в 1923 году советским энтомологом А. В. Мартыновым. В его системе (1923, 1925, 1938) Paraneoptera рассматривается в ранге подотдела в составе отдела Neoptera. 
В классификации Б. Б. Родендорфа (1962) Paraneoptera в ранге когорты включает три надотряда: Хоботные (Rhynchota с отрядами Клопы и Равнокрылые хоботные), Сеноедообразные (Psocopteroidea с отрядами Сеноеды, Пухоеды и вши) и Трипсообразные (Thysanopteroidea с отрядом Трипсы).
Иногда с Paraneoptera сближают современный отряд Зораптеры и ископаемые отряды  †Hypoperlida и †Miomoptera, но последних считают сестринскими таксонами Acercaria (Paraneoptera). 
Филогенетический анализ, проведённый Yoshizawa и Saigusa в 2001 году, показал монофилию клады Paraneoptera по девяти аутапоморфиям, монофилию Condylognatha (группа в составе = Thysanoptera + Hemiptera) по двум аутапоморфиям, монофилию Thysanoptera по пяти аутапоморфиям и монофилию Hemiptera одной аутапоморфией. 
В 2002 году Расницын и Куик (Rasnitsyn & Quicke, 2002) рассматривали группы, составляющие Paraneoptera в виде монофилетической клады в составе когорты под названием Cimiciformes (в более широком таксономическом объёме), включив неё 5 надотрядов: Caloneuridea (с отрядами †Blattinopseida, †Caloneurida, Zorotypida), †Hypoperlidea (†Hypoperlida), †Dictyoneuridea (†Dictyoneurida, †Mischopterida, †Diaphanopterida), Psocidea (с отрядами Psocida, Pediculida, Thripida) и Cimicidea (Hemiptera).
В 2016 году добавлен ископаемый отряд †Permopsocida, близкий к сеноедам и трипсам, который представляет собой эволюционную линию, документирующую переход от жевательных к прокалывающе-всасывающим ротовым. Отряд Permopsocida рассматривается внутри Paraneoptera в качестве сестринской группы к кладе отрядов трипсы + полужесткокрылые (Condylognatha), а надотряд Psocodea как сестринская группа к кладе Permopsocida + Condylognatha.

## Классификация
Современный состав клады:
- Клада (надкогорта) Paraneoptera
  - Надотряд Psocodea [syn. Psocopterida]
    - Отряд Сеноеды (Psocoptera, 5732 видов[23])
    - Отряд Пухоеды и вши (Phthiraptera, 5136 видов[23])

  - † Отряд Permopsocida (~30 видов[21])
  - Надотряд Condylognatha
    - Отряд Трипсы (Thysanoptera, 6091 видов[23])
    - Отряд Полужесткокрылые (Hemiptera, 104165 видов[23])